# José Calvo Sotelo
José Calvo Sotelo (Tuy, 6 de mayo de 1893-Madrid, 13 de julio de 1936) fue un abogado y político español, ministro de Hacienda durante la dictadura de Primo de Rivera. Exiliado en Portugal, evitó así ser juzgado durante los primeros años de la Segunda República por sus responsabilidades como ministro de la dictadura; no obstante, fue elegido diputado en todas las legislaturas, incorporándose a su escaño tras una amnistía durante el bienio radical-cedista en 1934. Destacó como líder de las fuerzas que pretendían la instauración de una monarquía autoritaria corporativista a través del partido Renovación Española, aunque no mantuvo muy buena relación con las otras fuerzas de la derecha: la mayoritaria, partidaria de contemporizar con la República (CEDA) y las más próximas al fascismo, como Falange Española.
En el tenso periodo entre febrero y julio de 1936, protagonizó varios debates en las Cortes en los que pidió al Gobierno que restableciese el orden público, a su juicio totalmente quebrado, reclamando que en caso contrario tal tarea fuera asumida por el Ejército. Estas intervenciones parlamentarias le granjearon una enorme popularidad entre algunos sectores conservadores pero también mucha oposición en otros. En la madrugada del 13 de julio de 1936 fue detenido irregularmente en su casa por La Motorizada, una especie de milicia de los socialistas madrileños, y durante el traslado fue asesinado mediante un tiro a la cabeza por el pistolero socialista Luis Cuenca, guardaespaldas del entonces líder del partido socialista Indalecio Prieto. El suceso tuvo un hondo impacto entre la clase media española de la época y polarizó aún más el ya tenso ambiente político que reinaba entonces. Este suceso fue el que provocó que el general Francisco Franco decidiese unirse al golpe de Estado que desde hacía tiempo se preparaba contra la República. En la dictadura fue honrado como Protomártir de la Cruzada o Protomártir del Movimiento Nacional.

## Infancia y juventud
Nació el 6 de mayo de 1893 en Tuy, en la provincia de Pontevedra. Era hijo de un juez, Pedro Calvo y Camina, y de Elisa Sotelo Lafuente, la profesión de su padre hizo que tuviera que cambiar frecuentemente de residencia durante su infancia y primera juventud. Durante su estancia en Zaragoza, en cuya universidad se licenció en Derecho con nota media de matrícula de honor, José Calvo Sotelo colaboró asiduamente en el diario católico El Noticiero y fundó una revista universitaria titulada La Es...coba, que solo pervivió unos meses. Un nuevo traslado de su padre, esta vez a Madrid, le permitió doctorarse en la Universidad Central con una tesis titulada El abuso del derecho como limitación del derecho subjetivo, publicada en 1917 con prólogo de Gumersindo de Azcárate y posteriormente utilizada en 1942 por el Tribunal Supremo.
Recibió el premio extraordinario de doctorado junto con Felipe Sánchez Román, siendo invitado por el político conservador Ángel Ossorio y Gallardo a escribir en Vida Ciudadana, órgano del maurismo en el Ateneo de Madrid. Su entrada en el Ateneo le permitió tomar parte activa en los debates que allí se celebraron, manteniendo fuertes polémicas con personajes como Ángel Galarza y Manuel Azaña, con quienes volvería a debatir, esta vez en el Parlamento, durante los últimos meses de su vida. A partir de aquí Calvo participó en diversos mítines y actividades mauristas, siendo uno de los principales impulsores de su mutualidad obrera y plasmando su preocupación sobre el tema en un folleto titulado El proletariado ante el socialismo y el maurismo.
En 1915, obtuvo por oposición una plaza de oficial letrado del Ministerio de Gracia y Justicia. En junio de 1916 sacó la oposición de abogado del Estado, con el número uno de su promoción y una puntuación sin precedentes (40 puntos). Desde 1917 fue profesor auxiliar en la Universidad Central, en la que cesó, a petición propia, en 1920. Durante el corto periodo que permaneció en Toledo como abogado del Estado conoció a Enriqueta Grondona, con la que contrajo matrimonio el 28 de junio de 1918.
Miembro de la secretaría personal de Antonio Maura durante el gobierno de concentración que este presidió en 1918 (el denominado Gobierno Nacional, mayo-noviembre de 1918), Calvo Sotelo trabajó entonces en un ambicioso proyecto de reforma del régimen local, que no llegó a ser debatido, pero que retomaría más tarde, durante la dictadura de Primo de Rivera. Tras un primer fracaso electoral en los comicios de 1918, que le permitió ver como funcionaba el caciquismo en Galicia, en 1919 obtuvo acta de diputado por Carballino, provincia de Orense, distinguiéndose en las Cortes por sus duras críticas contra el caciquismo y su preocupación por los problemas sociales. Este mismo año firmó el manifiesto del Grupo de la Democracia Cristiana, promovido por Severino Aznar, consiguiendo que su programa social fuera recogido por el maurismo.
La crisis de Gobierno de diciembre de 1920 y la convocatoria de nuevas elecciones hicieron que Calvo Sotelo perdiera su acta en unas reñidísimas elecciones en que el Gobierno no dudó en desautorizar el testimonio presencial de varios notarios para favorecer a su candidato. Sin embargo, el asesinato de Eduardo Dato y el desastre de Annual volvieron a cambiar el panorama político, y Maura volvió a la presidencia del Consejo en agosto de 1921, nombrando el 3 de septiembre a Calvo Sotelo gobernador civil de Valencia, puesto en el que permaneció hasta el 11 de abril de 1922. Un nuevo intento electoral por el distrito de Noya en 1923 no obtuvo mejores resultados que el anterior.

## Calvo Sotelo y la dictadura de Primo de Rivera

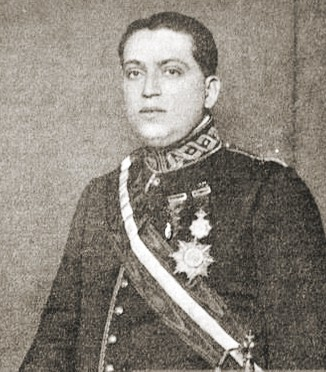
José Calvo Sotelo, con uniforme del Cuerpo de Abogados del Estado

Con la toma del poder por parte de Primo de Rivera y tras previa autorización de Maura, Calvo Sotelo aceptó ser nombrado director general de la Administración, cargo del que tomó posesión el 22 de diciembre de 1923. Los argumentos regeneracionistas utilizados por Primo de Rivera para derribar el régimen parlamentario encontraron eco en los planteamientos políticos de Calvo Sotelo:

Mis convicciones políticas son democráticas. Creía y creo en la necesidad del Parlamento; creía y creo en el Sufragio, pero, precisamente por eso, abominaba del régimen político imperante. Régimen que representaba un escarnio del Parlamento, una prostitución del sufragio... Y cuando el general Primo de Rivera irrumpió en la vida pública española, vi en él un factor providencial de saneamiento. Este hombre -pensé- viene a hundir para siempre los viejos procedimientos.

¿Qué importa el medio? Ayudémosle.
José Calvo Sotelo: Mis servicios al Estado, Madrid, imprenta clásica española, 1931, p. 7

### Director general de la Administración
La obra más significativa de Calvo Sotelo como director general de la Administración fue el Estatuto Municipal, publicado el 8 de marzo de 1924, fruto de la concepción que Calvo Sotelo tenía del Municipio como «hecho social de convivencia anterior al Estado y anterior también, y además superior, a la ley. Esta ha de limitarse, por tanto, a reconocerlo y ampararlo en función adjetiva [...] Afirma, pues, el nuevo Estatuto, la plena personalidad de las entidades municipales, y, en consecuencia, reconoce su capacidad jurídica integral en todos los órdenes del derecho y de la vida». Además, siempre según Calvo Sotelo, «el Estatuto descansa en una concepción optimista del pueblo español. La ley derogada, con su criterio centralizador y absorbente, oponía al ciudadano un muro muchas veces infranqueable. Rota la traba, las energías locales, antes cohibidas, podrán ahora desenvolverse ampliamente».
El Estatuto tenía tres aspectos fundamentales:
1. El deseo de democratizar la vida local. Para ello se rebajaba el voto a los 23 años; se establecía la representación proporcional en los ayuntamientos; se otorgaba el voto a las mujeres emancipadas y cabezas de familia ("entre todas las innovaciones del Estatuto acaso sea esta la más interesante y trascendental", afirmaría Calvo Sotelo, que no consiguió que el Directorio Militar reconociese el derecho a votar de todas las mujeres, pero que consideraba que lo importante era haber logrado dar el primer paso); se garantizaba el secreto del voto mediante cabinas; se establecía el referéndum municipal para ciertas cuestiones, incluida la remoción del alcalde... No obstante, no todos los concejales se elegían por sufragio, sino que proponía que una tercera parte de los concejales fuesen corporativos.
2. El aumento de las competencias y obligaciones de los municipios, que podían organizarse según lo desearan, optando por fórmulas que iban desde el concejo abierto al régimen de carta. Los municipios podrían mancomunarse libremente incluso aunque pertenecieran a distintas provincias, y también fusionarse o separarse con permiso de las respectivas diputaciones provinciales. Entre sus nuevas competencias se hallaba la capacidad para construir ferrocarriles, abordar empresas urbanísticas, "acordar la municipalización, incluso con monopolio, de servicios y empresas que hoy viven en un régimen de libertad industrial", a cuyo efecto se permitirían las oportunas expropiaciones. Entre sus obligaciones se recogía la de secundar las leyes sociales sobre casas baratas, retiro obrero y seguros de enfermedad; la de facilitar locales para escuelas y vigilar la asistencia a la misma, así como el cuidado de la higiene, la repoblación forestal, etc.
3. La reforma de la Hacienda municipal, desarrollada por Antonio Flores de Lemus, que preveía la formación de presupuestos extraordinarios para impulsar iniciativas de interés público, permitiendo a los ayuntamientos la emisión de deuda para hacerles frente. Al mismo tiempo se aumentaban sus recursos ordinarios y se creaba un arbitrio sobre los terrenos incultos o deficientemente cultivados.

El Estatuto, sin embargo, se vio en buena medida adulterado por el hecho de que las disposiciones relativas a la elección de los miembros de la corporación municipal nunca llegaron a ponerse en práctica.
Un año más tarde, el 20 de marzo de 1925, se promulgaba el Estatuto Provincial, que contemplaba la provincia no como una circunscripción al servicio del Estado, sino al servicio de los ayuntamientos que la integraban. Se limitaba el poder de los gobernadores civiles y los ayuntamientos podían llegar a disolver las diputaciones provinciales. En la parte electoral y hacendística se seguían las pautas marcadas por el Estatuto Municipal.
Dentro del Estatuto Provincial, se hallaba un título dedicado a la Región, que fue aprobado merced a la insistencia de Calvo Sotelo, pues Miguel Primo de Rivera había reaccionado en sentido unitario, olvidándose de sus iniciales proclamas regionalistas, que le habían valido en 1923 la adhesión entusiasta de los catalanes (Primo de Rivera había disuelto en 1925 la Mancomunidad de Cataluña, único órgano administrativo supraprovincial desarrollado al amparo de la Ley de Mancomunidades Provinciales aprobada por Dato en 1913). Según el texto, para constituir una región era necesario que la iniciativa fuera apoyada por las tres cuartas partes de los ayuntamientos que representasen al menos las tres cuartas partes de la población de las provincias interesadas, tras lo cual el proyecto de estatuto tendría que ser ratificado por la misma mayoría, y pasaría al Gobierno para su redacción definitiva, en la que contaría con la asistencia del Consejo de Estado. Sus atribuciones serían las del Estado "que no sean consubstanciales con su soberanía" y tuviesen ámbito regional. Cada Región contaría con su propia asamblea deliberante, cuyas tres cuartas partes, como mínimo, habrían de ser elegidas por sufragio universal. Se garantizaba la jurisdicción del Tribunal Supremo en todos los asuntos de índole civil y penal, así como la acción pública gratuita para reclamar contra los actos administrativos de la Región. El Gobierno podría disolver una Región por causas graves de orden público o seguridad nacional, si bien esta medida debería ser ratificada por las Cortes.
En cualquier caso, y aunque alababa los ímpetus regionalistas que veía ya desarrollarse en Valencia y Galicia, Calvo Sotelo mostraría posteriormente en la página 73 de Mis servicios al Estado (1931) su rechazo absoluto a cualquier planteamiento federalista que pusiese en duda la unidad de España:

¡Ay de España si bajo la apariencia exquisita e inofensiva muerde la hiel del encono y toma raíces un afán federalista que puede concebirse allí donde, por preexistir la desintegración, importa mucho vincular y hermanar, pero que suena a dislate donde, preexistiendo la unidad, no cabe federar sin previa fractura, que probablemente no tendría luego soldadura espiritual ni física!

### Ministro de Hacienda

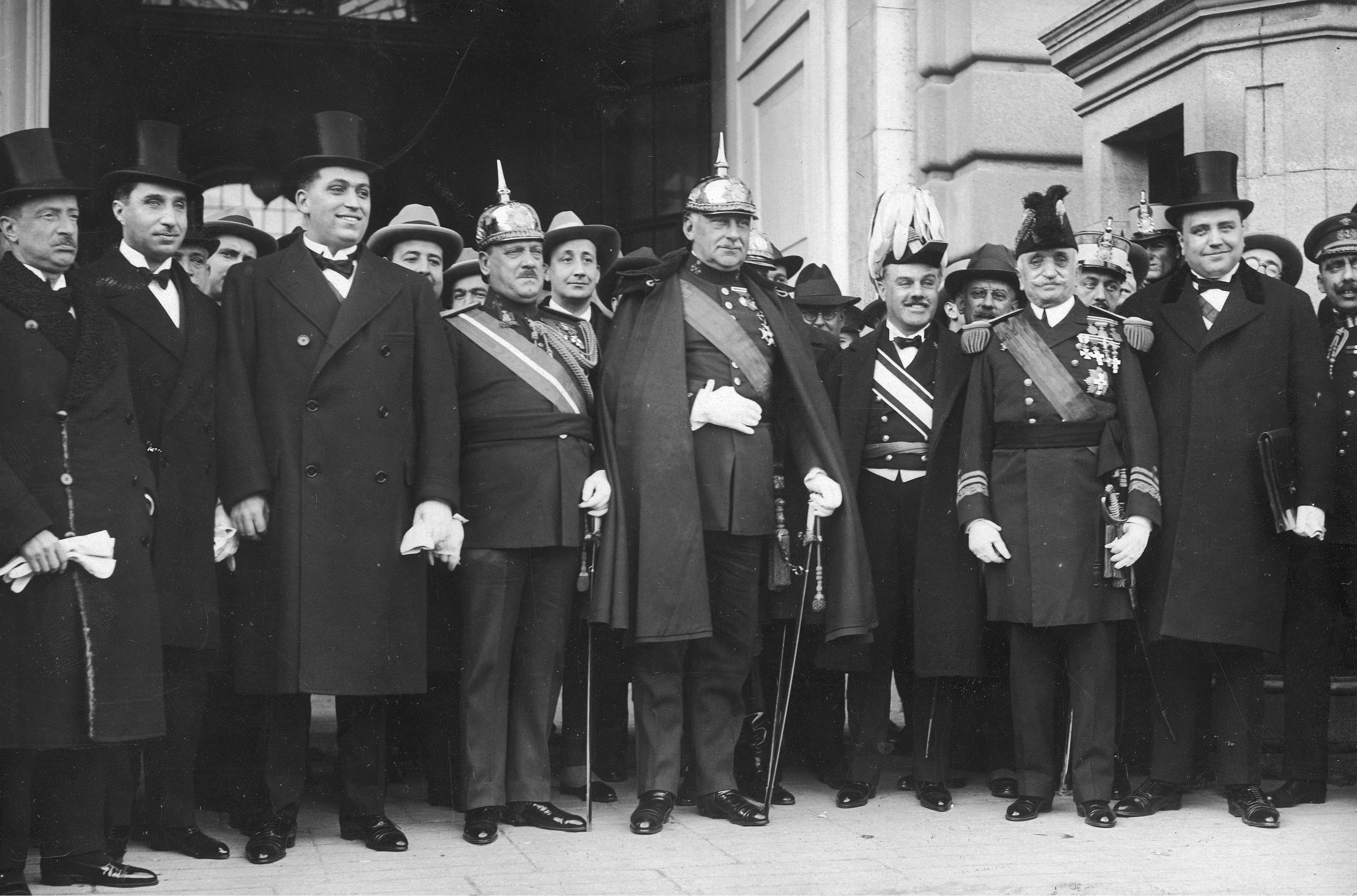
Los miembros del directorio civil de Primo de Rivera en diciembre de 1925. En primera fila, de izquierda a derecha, Eduardo Callejo (Instrucción Pública), José Yanguas (Estado), José Calvo Sotelo (Hacienda), Severiano Martínez Anido (Gobernación), Miguel Primo de Rivera (presidente), conde de Guadalhorce (Fomento), Honorio Cornejo (Marina) y Eduardo Aunós (Trabajo).

Calvo Sotelo fue nombrado ministro de Hacienda en diciembre de 1925. Su apoyo a los cuerpos técnicos y administrativos de Hacienda consiguió aumentar su eficacia. El 24 de diciembre de 1925 presentó ante el Consejo de Ministros tres proyectos de decreto destinados a perseguir el fraude fiscal, el más famoso de los cuales fue el que disponía que todos los propietarios debían declarar en tres meses el valor verdadero de sus fincas rústicas y urbanas. Pasado dicho plazo, si se comprobaba que el valor declarado era inferior en más de un 50 % al real, el Estado podría proceder a la expropiación forzosa mediante el pago de una indemnización que no podría exceder del valor declarado por los propietarios en más de un 15 %. La polvareda levantada por tal proyecto de decreto fue inmensa, haciendo que a Calvo Sotelo se le llamase el «ministro bolchevique». Primo de Rivera se vio tan presionado que optó por dar marcha atrás, pero se negó a aceptar la dimisión de Calvo, que defendió su punto de vista en un discurso pronunciado en la Real Academia de Jurisprudencia y Legislación bajo el título La contribución y la riqueza territorial de España. Un real decreto de 25 de junio de 1926, que aumentó los tipos impositivos de la contribución territorial, pero sin aumentar sus bases, puede considerarse una solución de compromiso, que permitió aumentar la recaudación por este concepto de 161 millones de pesetas en 1923-1924 a 210 en 1929.
El 18 de enero de 1927 Calvo Sotelo publicaba en la Gaceta de Madrid su proyecto de reforma fiscal, sobre el que se abrió un plazo informativo de tres meses. El «Impuesto sobre rentas y ganancias», precedente directo del actual IRPF, gravaba a todos los contribuyentes según sus ingresos, conforme a una escala progresiva, pues se buscaba la igualdad del sacrificio, que, para Calvo Sotelo, "es la verdadera esencia, la médula, la raíz, de la equidad y de la justicia tributaria". Al igual que en otras ocasiones, el debate suscitado hizo que Calvo Sotelo no lograse llevar a cabo sus designios, aunque sí pudo efectuar varios retoques en las vigentes tarifas de utilidades.
A pesar de que solo pudo llevar a cabo una pequeña parte de sus proyectos fiscales, Francisco Comín, cuyas estimaciones son considerablemente más bajas que las de Velarde, destaca que «un alza del 26 por 100 en la presión fiscal en cinco años no es un suceso común; téngase presente que entre 1930 y 1935 la presión fiscal solamente creció en un 3,9 por 100». Y añade, «el incremento de la presión fiscal en el periodo de Calvo Sotelo fue mayor que el que ocurrió durante la República».
Si la política de Primo de Rivera hubiera sido una política de contención del gasto público, tal vez la mayor eficacia recaudatoria y el moderado aumento de la presión fiscal hubieran sido suficientes para equilibrar el presupuesto. Pero no era este el caso. El gobierno se hallaba embarcado en una política expansiva que, junto a sus posibles efectos positivos a la hora de impulsar la economía nacional y crear empleo, supuso un fuerte aumento de los gastos. Era pues necesario conseguir mayores ingresos y para ello los medios puestos en marcha fueron los siguientes: a) ordenación de la Deuda existente; b) financiación del ahorro público con emisiones de fondos públicos; c) creación de un sistema bancario de tipo público especializado; d) fomento del ahorro con una completa consolidación de la alta Banca privada española.
El instrumento primordial de que se sirvió el gobierno para poner en marcha un ambicioso plan de obras y servicios que debía desarrollarse hasta diciembre de 1936 fue la emisión de deuda pública a través del denominado presupuesto extraordinario. Su planteamiento teórico era muy sencillo. El atraso en que se encontraba España obligaba al Estado a emprender un ambicioso plan de inversiones que permitiera dotar al país, con la máxima rapidez posible, de caminos, escuelas, ferrocarriles, escuadra, etc. No atender dichas necesidades sería, en opinión de Calvo Sotelo, conseguir «la solvencia de la ruina, y digo la ruina, porque cuando se suprime lo indispensable para la vida, muere el ser que así aspira a ser solvente». Ahora bien, los gastos que tal política suponía desbordaban con mucho los ingresos ordinarios del fisco. Por tanto, la solución que se planteaba era crear un presupuesto adicional, en el que se consignarían los gastos a que diese lugar esta política, y a cuyas necesidades se haría frente mediante la emisión de deuda, contabilizándose los intereses de la misma dentro de los pagos del presupuesto ordinario. La polémica en torno al presupuesto extraordinario y a la correcta interpretación económica del mismo se inició en el momento de su creación y ha llegado hasta nuestros días. El hecho de que el presupuesto extraordinario se financiase por medio de emisiones de deuda ha creado también una polémica sobre si el estado en que recibió la Hacienda Pública Calvo Sotelo fue mejor o peor que aquel en que la legó a sus sucesores (considerando que durante su estancia en el Ministerio también llevó a cabo una importante amortización de la deuda de periodos anteriores). El tema ha sido estudiado con detenimiento por Francisco Comín, que concluye que el estado de la Hacienda al finalizar la dictadura era mucho mejor que el recibido por ésta.
«Dentro del marco, un tanto negativo, de la política industrial y comercial de la Dictadura, aparece un punto evidentemente luminoso: la creación del Monopolio de Petróleos», señala el profesor Velarde al referirse a una de las en su día más criticadas iniciativas de Calvo Sotelo. La medida dio lugar a episodios como la visita a Calvo Sotelo y a Primo de Rivera de Henry Deterding, presidente del grupo Shell, con el fin de conseguir que el gobierno español diese marcha atrás en su resolución (al no conseguirlo amenazó con un embargo de petróleo que dejaría España sin suministros en uno o dos años, amenaza que pudo eludirse gracias a los acuerdos que la dictadura firmó con la Unión Soviética). El propósito de Calvo Sotelo no era únicamente la creación de un monopolio mediante el que el Estado se quedase con los beneficios de la distribución de combustible, sino que sus objetivos iban más allá, considerando que la Campsa debía acometer otras actividades, como la adquisición de yacimientos petrolíferos, la construcción de una flota de petroleros, la puesta en marcha de refinerías, etc.
La creación de un sistema bancario de tipo público especializado fue otro de los objetivos perseguidos por Calvo Sotelo durante su permanencia en el Ministerio de Hacienda. Dentro de las iniciativas desarrolladas en este aspecto, sin duda la más importante fue el Banco Exterior de España («Una de las obras de que más me ufano», como escribiría posteriormente), aunque también hay que citar el Banco de Crédito Local, surgido antes de esta etapa, en 1925, o las reformas efectuadas en el Banco Hipotecario de España y el Banco de Crédito Industrial. También a él se debe la implantación del seguro contra las pérdidas que pudiera ocasionar la exportación de mercancías españolas, para lo que se armonizó la acción de las compañías de seguros, el Banco Exterior y el Estado mediante la creación de Crédito y Caución.
Más polémica que estas medidas fue el intento de Calvo Sotelo de mantener la cotización de la peseta, que tras haber incrementado notablemente su valor durante los primeros años de la dictadura, inició un rápido descenso tan pronto como ésta pareció empezar a tener problemas políticos, pues uno de los grandes problemas de la dictadura fue su falta de consolidación institucional. Primo de Rivera había presentado el régimen como una forma de gobierno provisional, «una letra a noventa días», que había ido renovándose, pero que no había dado lugar a una nueva configuración del Estado. La Constitución de 1876 no había sido derogada —tan solo suspendida—, y los intentos del régimen de dotarse de una nueva carta constitucional fueron estériles ante la oposición que encontró dentro del mismo ministerio el proyecto elaborado por la Asamblea Nacional. La fórmula en que debía hallarse una salida política que permitiera la consolidación y continuación de la obra de la Dictadura dio lugar en diciembre de 1929 a duros enfrentamientos entre Miguel Primo de Rivera y José Calvo Sotelo, que creía que todo lo que se hiciera debía hacerse conforme a los mecanismos políticos de la Constitución de 1876. El resultado de estas disensiones, y del desgaste sufrido por Calvo Sotelo ante la opinión pública como consecuencia de la depreciación de la peseta, un 60 % durante su ministerio, fue que el 20 de enero de 1930 el dictador admitió su renuncia. El régimen tan solo le sobrevivió una semana, pues el 28 de enero Primo de Rivera presentaba su renuncia al rey Alfonso XIII.

## El último año de la monarquía
Uno de los episodios que ha pasado más desatendido de la trayectoria de José Calvo Sotelo es el periodo en que desempeñó la presidencia del Banco Central, a la que fue llamado el 18 de febrero de 1930. La empresa pasaba por entonces por momentos problemáticos, debidos, entre otras cosas, a los elevados préstamos efectuados a personas que tenían problemas para devolverlos, y que se sentaban en el consejo de administración de la entidad bancaria. Finalmente, y tras no lograr hacer que prevaleciesen sus puntos de vista, Calvo Sotelo dimitió el 15 de septiembre.
Paralelamente, el sucesor de Calvo Sotelo al frente del Ministerio, Manuel de Argüelles, realizó una durísima crítica de su gestión y procedió, según las reglas de la economía clásica, a paralizar las inversiones del Estado para tratar de enjugar el déficit. En el momento en que España afrontaba las consecuencias del crac del 29, esta política resultó en un frenazo de la actividad económica. Lo que se ha dado en llamar el error Argüelles, que el economista García Delgado considera «más importante que cualquier pretendido error Berenguer o error Aznar». Este cambio de política provocó una controversia periodística entre ministro y exministro, publicada en ABC, y recogida por Calvo Sotelo en Mis servicios al Estado.
La feroz crítica contra toda la labor de la dictadura influyó sin duda en que en fecha tan temprana como el 14 de febrero de 1930 siete exministros de Primo de Rivera, entre los que se encontraban el conde de Guadalhorce y Calvo Sotelo, se reuniesen para estudiar la posibilidad de crear un partido político que defendiese y continuase su obra. A mediados de marzo, Calvo Sotelo se entrevistaba con Primo de Rivera en París logrando al parecer convencerle de que se presentara a las próximas elecciones. Mas no hubo ocasión, pues el exdictador falleció a la mañana siguiente, asistiendo Calvo Sotelo al funeral y publicando en ABC un elogioso artículo en su memoria. El 24 de marzo, en una nueva reunión de varios exministros, a la que se sumaron José Antonio Primo de Rivera, hijo del exdictador, y José Gavilán, presidente del comité ejecutivo de la Unión Patriótica, se decidió la creación de la Unión Monárquica Nacional, cuyo manifiesto fundacional apareció el 5 de abril. Tras señalar que «nuestra adhesión a la obra de la Dictadura, en lo sustantivo, no implica adhesión a esa modalidad de Gobierno», se concluía afirmando: «la Unión Monárquica Nacional juzga necesarias aquellas modificaciones legales que, sin merma de las prerrogativas y funciones propias de las Cortes y el Rey, tienden a robustecer el ejercicio del Poder ejecutivo».
En el verano de 1930 la Unión Monárquica Nacional se lanzó a una campaña de movilización social sin parangón dentro de los partidos dinásticos. Calvo Sotelo participó en los actos que se desarrollaron en Asturias y Galicia, en los que habló en compañía de José Antonio Primo de Rivera, sin que conste que en aquellas fechas hubiera la menor diferencia entre ellos. Ambos se hallaban dentro de la lista de 28 diputados que Guadalhorce deseaba pactar con Berenguer de cara a las siguientes elecciones a Cortes, elecciones que no llegaron a producirse por la caída del Gobierno Berenguer y las consiguientes elecciones municipales, donde las candidaturas republicanas se hicieron con el triunfo en las grandes ciudades. En la tarde del 14 de abril, después de que el pueblo izara la bandera republicana en el ayuntamiento de Madrid, Calvo Sotelo abandonó la capital con dirección a Portugal, cuya frontera cruzó en la mañana del día 15 en compañía de Yanguas Messía y Guadalhorce.

## Segunda República

### El exilio (abril de 1931 – mayo de 1934)
Entrevistado por el lisboeta Diario da Manhã en mayo de 1931, pocos días después de la quema de conventos y edificios religiosos en Madrid y otras localidades españolas, Calvo Sotelo no creía entonces en la posibilidad de una restauración monárquica, pero mostró su preocupación por el ataque, que atribuyó a una hostilidad del régimen republicano contra la Iglesia católica: «Es grande, profundo en España, el sentimiento católico. Si la república persiste en hostilizarlo, se le ocasionarán enormes dificultades». Declaró también como una de sus preocupaciones que el nuevo parlamento se convirtiera en una cámara radical y sectaria: «Si en el Parlamento español llegan a dominar los elementos extremistas, surgirán días trágicos para España. Y eso es indispensable impedirlo, cueste lo que cueste [...] Los exclusivismos en política conducen siempre a las hecatombes». En cuanto a la posibilidad de volver a España no se la planteaba de manera inmediata, pues los dos ministros de la Dictadura que habían permanecido en España habían sido presos, según Calvo Sotelo, «no por mandato judicial, sino Gubernativamente».
Calvo Sotelo se presentó a las elecciones de junio de 1931 por la provincia de Orense, siendo el único diputado monárquico o de derechas elegido en esa circunscripción. Su manifiesto a los electores resume su posicionamiento político ante la República:

Soy católico, y creo que, por serlo los más de los españoles, 'el Estado debe sostener el culto y el clero'. [...] Nada objeto a la libertad de cultos ya decretada, siempre que para la Iglesia sea libertad y no persecución. Así, habrá de reconocérsele: a) el derecho de enseñar y propagar la palabra de Dios; b) el de organizarse en Congregaciones sin límite que no sean el común. Votaré, por tanto, 'contra la escuela laica, la escuela única y la disolución y expulsión de las órdenes religiosas'. Finalmente, creo que la indisolubilidad del matrimonio, si adolece de inconvenientes notorios, libera, en cambio, a la sociedad de males gravísimos. 'Votaré contra el divorcio disolutorio'.

Soy avanzado en materia social y económica, mas no profeso el marxismo; [...] porque estimo esencial para el progreso humano el desenvolvimiento y difusión de la propiedad privada, y, en último término, porque hallo vital e insustituíble el fervor religioso en la ordenación económica de la vida social. Pero frente a la propiedad hay que exaltar, como fuente suprema de derechos y prerrogativas, otro principio: el trabajo.

El impuesto progresivo sobre la renta, la universalización —en riesgos y beneficios— del seguro social, el salario familiar, los arrendamientos colectivos de las fincas, el accionariado obrero, la limitación de los poderes financieros oligárquicos, etc., son postulados de mi ideología [...]

Yo no he votado la República, pero la quiso la mayoría de mis compatriotas, y la respeto [...] Pero 'desde fuera', debo opinar acerca de la estructuración de la naciente República, y anuncio que votaré a favor de la República de tipo "presidencialista", en que el jefe del Estado sea elegido por sufragio universal directo, y el Parlamento, por grandes circunscripciones y conforme al sistema de la representación proporcional, en su Cámara popular, y por los intereses espirituales, económicos y profesionales del país, en su Cámara alta.

No admito la Confederación. El Federalismo me parece inadecuado. 'Estimo sagrada la unidad patria, pero compatible con ella la autonomía regional', sobre la que habla, con autoridad notoria, un texto legal que yo redacté: el libro III del Estatuto provincial, que admite la región [...] y la define con enorme amplitud al reconocerle todas las atribuciones que el Estado no deba reservarse 'consustanciales con su soberanía'.

A esos preceptos me ciño: Nación, sólo una: España; Estado, sólo uno: el español. Y dentro de él las regiones que se quiera, con autonomía plena, intensa y profunda, pero sin romper jamás el cordón umbilical que debe unirlas a la madre patria.
Publicado originalmente en La Región, 21-VI-1931 y recogido por Julián Soriano Flores de Lemus: Calvo Sotelo ante la II República. Madrid, Editora Nacional, 1975, pp. 156-158.

Calvo Sotelo tenía grandes esperanzas de poder regresar a España en virtud de su acta de parlamentario, pues hasta la fecha a la elección en sufragio acostumbraba seguir el indulto, como había ocurrido tras las elecciones de 1918 con Julián Besteiro y Largo Caballero, ambos condenados a cadena perpetua por su participación en la huelga general de 1917 como miembros del comité revolucionario. El asunto se discutió en el Consejo de Ministros, donde Niceto Alcalá Zamora, Manuel Azaña, Diego Martínez Barrio y Francisco Largo Caballero quedaron en minoría al sustentar la doctrina de que no debía prenderse a un diputado, acordándose que fueran finalmente las Cortes quienes decidiesen, para lo cual se creó la Comisión de Responsabilidades, un tribunal especial compuesto por diputados para juzgar a quienes habían colaborado con la Dictadura, hecho que no fue bien recibido por Calvo Sotelo, que creía que las responsabilidades que pudiera haber deberían ser juzgadas por un tribunal compuesto por magistrados. A partir de aquí la postura de Calvo hacia el nuevo régimen se endureció más aún, y no tardó en comenzar a hablar de «la dictadura republicana», pues en su opinión las dictaduras "no se definen por el órgano, sino por el procedimiento".
Además de por su posibles responsabilidades como ministro, Calvo Sotelo fue objeto de un segundo suplicatorio en las Cortes, pues se le denunció por haber concedido a Juan March el monopolio de tabacos en las plazas de soberanía española de África. Calvo Sotelo se había opuesto públicamente a la existencia de este monopolio, que al final se adjudicó por decisión de Primo de Rivera. Además, como puso de manifiesto Gil-Robles en la sesión secreta de las Cortes de 8 de junio de 1932 el canon impuesto por Calvo Sotelo a March era mayor que el que el nuevo ministro de Hacienda, Prieto, acababa de imponer al nuevo concesionario, con lo que mal podía plantearse que con aquel contrato se hubiese perjudicado a los intereses del Estado. En el fondo el ataque en esta ocasión no iba dirigido contra Calvo Sotelo, sino contra March, que acabó siendo encarcelado, acusado de haber utilizado el monopolio para efectuar contrabando de tabaco, a gran escala, en la península. Condenado por un delito de «auxilio a la alta traición», fue condenado a doce años de confinamiento en Santa Cruz de Tenerife y veinte de inhabilitación, con pérdida de derechos pasivos. Calvo Sotelo, que había publicado anteriormente su defensa en Al Tribunal Parlamentario de Responsabilidades, tomó de nuevo la pluma para mostrar la preocupación que sentía ante el deterioro que, a su juicio, estaba sufriendo la convivencia política entre los españoles:

De fraternidad es testimonio este folleto, como es inri el fallo que lo motiva. En una fraternidad cristiana y generosa estriba la futura felicidad española. Pero esa fraternidad no cuenta para los hombres fríos e implacables que ahora dominan. Sus plumas enconadas mojan en toda suerte de hieles: la hiel de la envidia, en aquellos soliloquios de antaño que incubaron el despecho; la hiel de la soberbia, en estos pseudodiálogos de hogaño, presididos por el látigo. Su musa es salobre y, por ende, estéril. Donde toca, brota el incendio que devasta en vez de purificar: llamas rojas de codicia, llamas vivas de angustia, llamas crepitantes de iracundia. El reguero es ceniza, desilusiones, estertores, miseria. Más encono en las pasiones, más pavor en los presentimientos, más dureza en el trato, más distancia entre las clases, más barbarie en la atmósfera... ¿Adónde vamos, adónde se nos lleva? Venimos de la Fraternidad y se nos quiere conducir al canibalismo demagógico. Para ello, el desmoche implacable, calenturiento, que poco a poco va sofocando la cordialidad, la efusión , todo aquello, en fin, que gozado es el encanto de la vida, y perdido, su maldición.

[...] Frente a la escalofriante realidad contemporánea, no parece difícil presagiar el fallo severo de la Historia. Ante ella, el período 1923-1930 se simbolizará en estos nombres: Alhucemas, Exposiciones; el período 1931-32, en estos otros: Castilblanco, Villa Cisneros. Paz, paz y paz, entonces; guerra, guerra y guerra, ahora.

Y en esta guerra civil, pero incivil, nuestra condena será un eslabón más de la cadena represálica y maldiciente. Un simple eslabón...
José Calvo Sotelo en su prólogo a Las responsabilidades políticas de la Dictadura. Madrid, San Martín, 1933, pp. 23-47.

Mientras ocurrían estos sucesos, Calvo Sotelo había desplazado su residencia (y la de su familia) de Lisboa a París, estableciéndose en el Hotel Mont-Thabor. En la capital de Francia tuvo ocasión de entrar en contacto con Charles Maurras, ideólogo del partido monárquico legitimista, católico y ultraconservador Action Française, que según Eugenio Vegas Latapie, el gran impulsor de Acción Española, ejerció una gran influencia sobre él, una tesis reconocida casi unánimemente. Calvo Sotelo, en París, estuvo abierto a todo el pensamiento político francés (no solo el de Maurras), y también al influjo de cuantas doctrinas llegaban de Europa, y muy especialmente al fascismo. Entre sus modelos políticos se encontraba también Roosevelt, de cuyo New Deal se muestra ferviente admirador en diferentes textos.
En Francia, Calvo Sotelo juega un relevante papel entre los políticos monárquicos exiliados, participando de manera activa en los intentos de llegar a una fusión dinástica entre carlistas y alfonsinos, acuerdo de fusión que se veía favorecido por la falta de descendencia de los pretendientes carlistas. No era sin embargo Calvo Sotelo un político cómodo para Alfonso XIII, pues aunque siempre había defendido su figura consideraba que si la monarquía había caído en 1931 era debido a una serie de defectos que había que corregir: «si algún día cambia España su régimen, nunca será para una "restauración", sino para una "instauración". Esto es, que la Monarquía, aunque retorne, no podría volver a ser "en nada, absolutamente en nada", lo que era la que pereció en 1931». La idea de «instauración» frente a «restauración» sería recogida posteriormente por Franco en reiteradas ocasiones, y, muy señaladamente, en su discurso de 22 de julio de 1969 con motivo de la proclamación de don Juan Carlos como príncipe heredero: «el Reino que nosotros, con el asentimiento de la Nación, hemos establecido, nada debe al pasado; nace de aquel acto decisivo del 18 de julio [...] Se trata, pues, de una instauración y no de una restauración». Además, Calvo Sotelo consideraba necesario que Alfonso XIII abdicase en don Juan, pues ello haría más fácil la vuelta de la monarquía.
En agosto de 1932 Calvo siguió con interés el pronunciamiento de Sanjurjo, aconsejando al general Barrera que acudiese en su apoyo e implicándose posteriormente en varias conspiraciones monárquicas. En febrero de 1933 Calvo Sotelo se trasladó a Roma, donde se entrevistó con Balbo y Mussolini para tratar de conseguir que apoyasen las iniciativas monárquicas, aunque no parece que estas entrevistas diesen, al menos en dicho momento, excesivos frutos.
Durante su estancia en el extranjero Calvo, a quien se le había retirado su sueldo de asesor del Banco de España, se ganó la vida como periodista, remitiendo gran cantidad de artículos a numerosos periódicos, gracias a los cuales pudo conseguir ingresos equivalentes al sueldo que en su día tuvo como ministro.
En septiembre de 1933 Calvo Sotelo fue elegido por los colegios de abogados miembro del Tribunal de Garantías Constitucionales, pese a lo cual tampoco se le permitió volver a España.

### Regreso a España y creación del Bloque Nacional
Elegido de nuevo diputado en las elecciones de 1933, y pese a haber obtenido acta por Orense y La Coruña como candidato de Renovación Española, Calvo Sotelo no pudo regresar de inmediato a España, pues la CEDA no se atrevió a tratar de sacar adelante su incorporación a las Cortes sin el visto bueno del Partido Radical, que prefería esperar a una amnistía más amplia, en la que también fueron incluidos los sublevados de la «sanjurjada» y los anarquistas y comunistas que habían participado en diversas revueltas armadas contra la República. Finalmente le fue concedida la amnistía el 30 de abril, lo que permitió que en la madrugada del 4 de mayo llegase a Madrid.
El 8 de mayo su acta se discutió en el Congreso, donde fue aprobada con el voto en contra de los socialistas, y el 22 se celebró un sorteo para determinar cual era la provincia a la que debía representar, que volvió a ser Orense. Ya con anterioridad, el día 11, había firmado su primera proposición parlamentaria, y el día 18 había tomado parte en su primer debate en las Cortes, donde antes de pronunciar el ritual «señores diputados» no pudo menos de exclamar: «todo llega en la vida».
Según Fernando de Contreras, Calvo Sotelo solía decir que la solución de España estaba en la obra El Estado nuevo de Víctor Pradera. En boca de Calvo Sotelo, el Estado totalitario y la economía dirigida eran tradicionalismo, por tener como directriz y límite el Estado católico, teórico y práctico, y la Monarquía tradicional católica.
Aunque Calvo Sotelo se integró en las Cortes en la minoría de Renovación Española (el partido dirigido por Antonio Goicoechea), el aviador monárquico Juan Antonio Ansaldo, que por aquel entonces dirigía los grupos paramilitares de choque de Falange, le fue a visitar en compañía de Ruiz de Alda para ver si era posible que se integrase en Falange, como deseaba. Sin embargo, según Ansaldo, Primo de Rivera «jamás pudo admitir la posibilidad de alternar, de igual a igual, con el que fue relevante figura en el Gobierno de su padre. A regañadientes, quizá lo hubiera aceptado como colaborador subordinado, pero le pesaba la compañía de quien con prestigio paralelo al suyo, arrastraba con su nombre compromisos tradicionales irrompibles». Además de los celos de José Antonio, y siempre según Ansaldo, había «una razón profunda y más poderosa aún», que poco a poco iba haciendo inevitable la ruptura entre la Falange de José Antonio y la que deseaban Ansaldo y otros elementos afines: "José Antonio no era monárquico". Ramiro Ledesma, que no participó directamente en las negociaciones, en su libro ¿Fascismo en España? da una versión ligeramente distinta de estos hechos, planteando que Calvo Sotelo solicitó entrar en el partido y que José Antonio se negó a ello, debido a la poca simpatía personal que sentía este por Calvo Sotelo, ya que consideraba que, en vez de exiliarse, debió haberse quedado en España para defender la labor de la Dictadura, una tarea que tuvo que emprender el propio hijo del dictador. Stanley G. Payne opinaba que las razones del rechazo de José Antonio se debían a que Calvo Sotelo representaba a los ricos monárquicos que José Antonio detestaba y que consideraba un mal para España. El control de los financieros monárquicos sobre la Falange hubiese llevado al movimiento a la frustración de sus objetivos. En julio, Ansaldo trató de tomar el poder en Falange, sin éxito, siendo expulsado por José Antonio.
Al haber permanecido más de tres años fuera de España, la inserción de Calvo Sotelo en un puesto de primera fila dentro de la vida política española no resultaba fácil. Tal y como le dijo el conspirador monárquico Sainz Rodríguez antes de que abandonara París: «Tu situación es la de un cantante eminente que llega a una ciudad donde todos los teatros están alquilados. Tú no puedes ser el jefe de Renovación, o sea de la minoría monárquica, porque ya lo es Goicoechea. No puedes presidir el posibilismo de ciertas derechas hacia la república, porque ya lo está haciendo Gil-Robles. La aproximación hacia fórmulas de tipo fascista con modalidad nacional tampoco, porque es lo que trae entre manos Primo de Rivera. De manera que, para que tú puedas actuar libre y eficazmente, es preciso que busquemos una fórmula por la cual, sin chocar con todos estos elementos, tengas una libertad de movimientos y una personalidad propia». El 14 de junio, en una entrevista concedida a ABC, Calvo Sotelo planteó la necesidad de articular un «bloque o alianza» con las fuerzas de la derecha antirrepublicana que no aceptaban la Constitución de 1931 pero, pese a que mantuvo varias conversaciones al respecto la iniciativa no se puso públicamente en marcha hasta después de la sucesos revolucionarios de octubre de 1934. El manifiesto fundacional, difundido en el mes de diciembre, contaba con firmas de diputados tradicionalistas y de Renovación Española, así como con la de José María Albiñana y algunos independientes que en los meses anteriores se habían separado de la CEDA y los agrarios, grupos a los que no se logró atraer a la nueva coalición, como tampoco a los falangistas, con lo que el objetivo de crear una gran formación de derecha autoritaria, nacionalista y corporativista quedó casi en la nada. Eso sí, entre los firmantes había un nutrido grupo de aristócratas y algunos intelectuales, como el premio Nobel Jacinto Benavente, Ramiro de Maeztu, José María Pemán y Julio Palacios. Por otro lado, la formación fue acogida casi con igual desconfianza en los sectores mayoritarios de Renovación Española y de la Comunión Tradicionalista, por lo que nunca fue excesivamente operativa, aunque si sirvió para que Calvo Sotelo y sus más íntimos colaboradores pudieran mantener una amplia actividad política fuera de las Cortes, donde también intervenía con frecuencia.
Tras la dimisión de Chapaprieta en diciembre de 1935, cuando el presidente Alcalá Zamora volvió a no pedir la formación de nuevo gobierno al líder de la CEDA, Gil-Robles (de cuya lealtad hacia la República desconfiaba), a pesar de ser la CEDA el partido con más diputados de las Cortes, Calvo Sotelo, que se hallaba en cama con ciática, envió a Ansaldo para que hablase con los generales Franco, Fanjul y Goded a fin de que se opusiesen a lo que el consideraba «un golpe de Estado presidencial». Ansaldo solo pudo hablar con el teniente coronel Valentín Galarza, que transmitió su mensaje a los militares citados, que estaban reunidos estudiando el tema, pero que se mantuvieron dentro de la legalidad debido a la opinión de Franco, que consideraba que tras el precedente de la resistencia obrera durante la revolución asturiana, el ejército no estaba aún preparado para el golpe.
Alcalá Zamora estaba convencido de la necesidad de convocar nuevas elecciones para dar solución a la inestabilidad gubernamental, pero deseaba que surgiera una mayoría moderada en lugar de una de derechas o izquierdas, para lo que quería que estuviese en el poder el gobierno más adecuado. Así, encargó la formación del gobierno a Manuel Portela Valladares. El intento de Alcalá Zamora de retrasar las reuniones de Cortes para que el nuevo ejecutivo tuviera tiempo de consolidarse antes de convocar elecciones fue hecho imposible por Calvo Sotelo, que denunció ante la comisión permanente de la Cámara la actuación del Gobierno y del presidente de la República, con lo que obligó a este a disolver las Cortes y convocar de inmediato los comicios.

### El Frente Popular
Ya antes de que se convocasen las elecciones de 1936 Calvo Sotelo pensó que era muy posible que se perdieran, y que en tal caso se produjera una sublevación militar, por lo que mantuvo una entrevista con Franco en la que le pidió que los militares se alzasen antes de la consulta electoral. "Yo lo que creo es que, en resumidas cuentas, el Ejército debe soportar lo que salga de las urnas", fue la respuesta del general.
El resultado de la primera vuelta de las elecciones de 1936 fue adverso a las derechas, y las masas del Frente Popular se lanzaron de inmediato a la calle para celebrar el triunfo y poner en libertad a los encarcelados como consecuencia de la revolución de octubre de 1934. La situación del Gobierno de Portela no era fácil, pues si se reprimían los desórdenes podía haber víctimas mortales de las que se le pidiera cuentas cuando después de la segunda vuelta de las elecciones se reuniesen las Cortes y se formase un nuevo ejecutivo. Tanto Franco, como Gil-Robles, Calvo Sotelo y el propio Alcalá Zamora pidieron a Portela Valladares que se mantuviese en su puesto hasta pasada la segunda vuelta electoral, promulgando para ello, si fuera necesario, el Estado de Guerra, que es lo que se hizo en 1933; pero Portela optó por presentar su dimisión, por lo que el 19 de febrero Alcalá Zamora encargó a Azaña formar Gobierno.
Una vez celebrada la segunda vuelta de las elecciones, la comisión de actas de las nuevas Cortes procedió a estudiar la forma en que se habían desarrollado los comicios en cada circunscripción, y anuló varias actas de las derechas por presuntas irregularidades, incrementando así el Frente Popular su mayoría parlamentaria. Entre las actas que inicialmente se proponían anular las izquierdas se hallaban las dos obtenidas por Calvo Sotelo, pero la enérgica defensa que hizo este ante la cámara, y las presiones ejercidas sobre Azaña por varios políticos del centro y de su propio partido (especialmente Mariano Ansó), hicieron que la comisión cambiase su primer dictamen y que pese a la oposición de socialistas y comunistas, y de los gritos de «¡Justicia para los asesinos del pueblo!» lanzados por la Pasionaria, el acta de Calvo Sotelo por la provincia de Orense se aprobase por ciento once votos contra setenta y nueve a pesar de las sospechas de falta de transparencia en esa circunscripción. El ejemplo sirvió para que también se respetase el acta de Gil-Robles por Salamanca, igualmente cuestionada, pero entre las anuladas quedó la de Antonio Goicoechea, jefe de Renovación Española, lo que aumentó el protagonismo de Calvo Sotelo, que pasó a convertirse en el jefe parlamentario de la minoría monárquica. Como tal, confirmó al marqués de Arriluce de Ybarra en su puesto de tesorero de la sublevación que se estaba tramando contra las instituciones republicanas.
Cuando el 15 de abril Azaña compareció ante las Cortes para defender su programa de Gobierno, el primero de los discursos de réplica corrió a cargo de José Calvo Sotelo, quien hizo una relación de incidentes acaecidos desde las elecciones de febrero, afirmando que habían causado más de cien muertos y quinientos heridos. Acto seguido señaló las diferencias existentes en el seno del Frente Popular, donde coexistían elementos burgueses y marxistas, y pidió a Azaña que se esforzase en conseguir el mantenimiento del orden, petición en la que fue secundado por un durísimo discurso de Gil-Robles. La respuesta de Azaña dejó en evidencia que el Gobierno estaba dispuesto a primar la cohesión del Frente Popular sobre el mantenimiento del orden.
Dada la censura a que se veía sometida la prensa, la reproducción de los discursos de Calvo Sotelo sobre las perturbaciones del orden público (táctica en seguida copiada por Gil-Robles) era la única forma de que los periódicos de derechas dieran a conocer a sus lectores lo que ocurría en España. Unido ello a sus reiteradas incitaciones para que el ejército, «columna vertebral de la patria», restableciese el orden que, a su juicio, el Gobierno no podía o no quería imponer, el exministro se convirtió en el centro de los ataques de la izquierda, siendo además uno de los políticos derechistas cuyos teléfonos estaban intervenidos por orden de Azaña.

### La sesión parlamentaria del 16 de junio de 1936
En la sesión parlamentaria del 16 de junio, José Calvo Sotelo protagonizó unos enfrentamientos verbales muy acalorados y polémicos con Casares Quiroga, presidente del Gobierno y ministro de Guerra. Calvo Sotelo comenzó ofreciendo su opinión sobre el desorden económico y el desorden militar que, a su juicio, imperaban en España. El líder monárquico se opuso a las huelgas, a los cierres patronales, a las «fórmulas financieras de capitalismo abusivo», a la «libertad anárquica», defendiendo que la «producción nacional» está por encima de todas las clases sociales, partidos e intereses. Concluyó su alegato sobre la organización social y económica del Estado, afirmando que si esa idea de Estado era la de un estado fascista, él mismo se declaraba como tal.
Puesto que Casares Quiroga había anunciado medidas para tratar de controlar el Ejército, Calvo Sotelo expresó veladamente la posibilidad de un golpe de Estado militar, afirmando que sería «loco el militar que no estuviese dispuesto a sublevarse a favor de España y en contra de la anarquía, si esta se produjera», palabras que generaron grandes protestas. El presidente de las Cortes, Martínez Barrio, le advirtió de que no hiciese «invitaciones» que pudiesen ser «mal traducidas», pero Calvo Sotelo insistió en demostrar que las autoridades daban un trato preferente a las milicias del Frente Popular frente al ejército y las fuerzas de seguridad. También criticó que se permitiese «poner verde» a la Guardia Civil mientras se prohibía informar sobre determinados sucesos como el de un guardia que supuestamente habría sido degollado en la Casa del Pueblo, afirmación esta última que dio lugar a un intercambio de expresiones gruesas entre Calvo Sotelo y Wenceslao Carrillo y que Martínez Barrio ordenó borrar del Diario de Sesiones.
Casares Quiroga consideró tan graves las afirmaciones de Calvo Sotelo sobre el Ejército que pidió la palabra y le acusó de simpatizar con los grupos que llamaban al golpe de Estado. Quiroga dijo que el ejército estaba «al servicio de España y de la república», pero le advirtió de que si parte del ejército se sublevase, le haría a él el máximo responsable. Acto seguido, Casares también defendió las medidas tomadas por el gobierno para restablecer el orden público contra manifestaciones hechas por grupos violentos, disparos y ataques a centros públicos, pero diputados como Gil Robles o Ventosa, líder de la minoría regionalista, le acusaron de falta de equidad a la hora de reprender a derechas e izquierdas.
En la contestación a Casares, Calvo Sotelo afirmó que la afirmación del presidente del gobierno de hacerle «máximo responsable» de una posible sublevación, eran «palabras de amenaza» en las que se le había convertido en sujeto no solo activo, sino pasivo, de hechos que decía desconocer. Sin embargo, acto seguido afirmó que aceptaba «con gusto» las responsabilidades que se pudiesen derivar de sus actos, si eran para el bien de su «patria» y para «gloria de España», tras lo cual lanzaría una advertencia a Casares para que también midiese sus responsabilidades, puesto que en sus manos estaría el «destino de España»:

"Yo tengo, Sr. Casares Quiroga, anchas espaldas. Su señoría es hombre fácil y pronto para el gesto de reto y para las palabras de amenaza. Le he oído tres o cuatro discursos en mi vida, los tres o cuatro desde ese banco azul, y en todos ha habido siempre la nota amenazadora. Bien, Sr. Casares Quiroga. Me doy por notificado de la amenaza de S.S. Me ha convertido su señoría en sujeto, y por tanto no sólo activo, sino pasivo de las responsabilidades que puedan nacer de no sé qué hechos. Bien, Sr. Casares Quiroga.
"Lo repito, mis espaldas son anchas; yo acepto con gusto y no desdeño ninguna de las responsabilidades que se puedan derivar de actos que yo realice, y las responsabilidades ajenas, si son para bien de mi patria (exclamaciones) y para gloria de mi España, las acepto también. ¡Pues no faltaba más! Yo digo lo que Santo Domingo de Silos contestó a un rey castellano: 'Señor, la vida podéis quitarme pero más no podéis". Y es preferible morir con gloria a vivir con vilipendio. (Rumores.).
Extracto del Diario de Sesiones de las Cortes Españolas del 16 de junio de 1936.

La diputada del Partido Comunista de España Dolores Ibárruri (conocida como Pasionaria) afirmó en esta sesión, refiriéndose a Calvo Sotelo y Martínez Anido, que era una vergüenza que en la República todavía no se les hubiese juzgado, refiriéndose a sus responsabilidades como ministro de la dictadura de Primo de Rivera y como organizador de la guerra sucia contra el sindicalismo anarquista, respectivamente. Tarradellas, en una entrevista, acusó también a Dolores Ibárruri de exclamar en esta sesión, dirigiéndose al diputado monárquico: «Este hombre ha hablado por última vez». Sin embargo, la controvertida frase no aparece en el Diario de Sesiones e Ibárruri siempre negó haberla proferido. Sin embargo, el historiador y parlamentario en aquella época Salvador de Madariaga sostiene la veracidad de dicha cita, aunque modificada sustancialmente, en la página 384 de su libro España. Ensayo de historia contemporánea (11.ª edición revisada por el autor en 1978) y que dice: «Dolores Ibarruri, Pasionaria, del partido comunista de las Cortes, le gritó: Este es tu último discurso. Y así fue».
El ambiente en las Cortes era tal que al terminar la intervención de Calvo Sotelo, Julián Besteiro comentó: «Si el gobierno no cierra el Parlamento hasta que se aquieten las pasiones, seremos nosotros mismos los que desencadenaremos, aquí dentro, la guerra civil».

### La sesión parlamentaria del 1 de julio de 1936
José Calvo Sotelo también tomó la palabra el 1 de julio para opinar acerca de la situación, a su juicio caótica, que se vivía en las zonas rurales, denunciando que la base del problema estaría en que las ciudades vivían a costa del campo, y atacando también las medidas de reparto de tierras del Gobierno, cuyo resultado, decía, era crear «explotaciones antieconómicas». Su discurso, desarrollado inicialmente con relativa paz, comenzó a provocar duras reacciones de los diputados de la izquierda cuando afirmó que el auge del fascismo se había producido por un intento de proletarización, por parte del marxismo y de la Rusia Soviética, de lo que denominaba «nuevas clases medias».
En un ambiente ya muy exaltado Calvo Sotelo leyó un informe según el cual la fuerza del fascismo italiano se debía a la «anarquía» que supuestamente existía en el campo en 1920-1922, y que daría lugar a que las clases medias agrarias engrosasen sus filas. Tras ello, afirmaría, en el medio de grandes protestas, que el remedio a los problemas del campo que atravesaban los agricultores, la pequeña y media burguesía rural, los arrendatarios y los campesinos, no estaría en el Parlamento ni en el gobierno ni en ningún otro partido, sino en un Estado corporativo.
Ante la inutilidad de las llamadas al orden del presidente de las Cortes, el diputado monárquico optó por un «He terminado, señor presidente» y se sentó en su escaño en medio de los aplausos de las derechas, lo que dio lugar a que Martínez Barrio se considerarse desairado: «Si esos aplausos al señor Calvo Sotelo quieren significar que el momento en que han de terminarse los discursos en la Cámara corresponde señalarlo a SS. SS., de esos aplausos se tendrán SS. SS. que arrepentir inmediatamente que recapaciten sobre la forma en que se producen»". La respuesta del cedista Bernardo Aza: «Significan un homenaje al valer del Sr. Calvo Sotelo», dio lugar a que las páginas de ABC ofrecieran la siguiente versión: «los diputados de la mayoría, puestos en pie, saltan al hemiciclo y pretender agredir al Sr. Aza. Los secretarios se interponen y lo evitan. El presidente da fuertes campanillazos, y en medio del griterío ensordecedor ordena la expulsión del salón del señor Aza. Este se resiste al principio, pero sus propios compañeros le invitan a que salga. Así lo hace. Ello encalma la actitud de socialistas y comunistas, que pasan a sus escaños».
Una dura intervención de Gil-Robles, que amenazó con que las derechas abandonarían la Cámara si no se permitía la vuelta de Aza, hizo que Martínez Barrio permitiese su regreso, continuando el debate con la misma virulencia que hasta entonces. Para el socialista Ángel Galarza el uso de la violencia era legítimo contra quien utilizaba el escaño «para erigirse en jefe del fascismo y quiere terminar con el Parlamento y con los partidos [...] Pensando en S.S. encuentro justificado todo, incluso el atentado que le prive de la vida». «En medio del escándalo inenarrable que se produjo, podía oírse la voz de Dolores Ibarruri, que gritaba hacia nuestros escaños: "Hay que arrastrarlos"», escribió Gil-Robles. «La violencia, Sr. Galarza», —intervino Martínez Barrio— «no es legítima en ningún momento ni en ningún sitio; pero si en alguna parte esa ilegitimidad sube de punto es aquí. Desde aquí, desde el Parlamento, no se puede aconsejar la violencia. Las palabras de S.S., en lo que a eso respecta, no constarán en el Diario de Sesiones». La respuesta del diputado socialista fue: «Yo me someto, desde luego, a la decisión de la Presidencia, porque es mi deber, por el respeto que le debo. Ahora, esas palabras, que en el Diario de Sesiones no figurarán, el país las conocerá, y nos dirá a todos si es legítima o no la violencia».
Calvo Sotelo participó en diversas votaciones los días 2, 9 y 10 de julio. Durante este tiempo preparó febrilmente el discurso que pensaba pronunciar el día 14 en el debate que debía celebrarse sobre la situación del orden público. Fue asesinado en la madrugada del 13 quien, según el escritor peruano Felipe Sassone, fue «la mente política mejor organizada de España».[cita requerida]

## Asesinato y repercusiones

### La noche de los sucesos
El 12 de julio de 1936, José Castillo, teniente de la Guardia de Asalto y militante socialista, que daba instrucción militar a las juventudes de UGT, fue asesinado a tiros. Las tesis apuntan a falangistas según los historiadores Paul Preston y Gabriel Jackson, aunque otros autores como Ian Gibson apuntan a carlistas pertenecientes al Tercio de requetés de Madrid.
El cadáver de Castillo fue llevado a la Dirección General de Seguridad, donde quedó instalada la capilla ardiente. Esa noche se concentraron en el cuartel de Pontejos de la Guardia de Asalto algunos policías compañeros de Castillo y también paisanos pertenecientes a las milicias socialistas, entre los que se encontraba el oficial de la guardia civil Fernando Condés, amigo de Castillo. Entre los militantes socialistas había muchos que pertenecían a «La Motorizada», una especie de milicia de los socialistas madrileños de la que Castillo era instructor. En medio de la indignación, muchos clamaban venganza por este y otros asesinatos cometidos por pistoleros, como había sido el caso del capitán Faraudo, también asesinado a principios de mayo. Un grupo de policías se quejó de lo sucedido al ministro de la gobernación, Juan Moles, y le pidieron autorización para detener a algunos falangistas. El ministro aceptó, siempre y cuando se detuviera únicamente a individuos fichados por la policía que serían «entregados a la autoridad competente». Los oficiales de la Guardia de Asalto decidieron por su cuenta añadir a la lista cuya detención había autorizado el ministro de la Gobernación los nombres de los principales líderes conservadores como Antonio Goicoechea, José María Gil Robles y José Calvo Sotelo, aunque estos dos últimos gozaran de inmunidad parlamentaria por ser diputados.
Desde el cuartel de Pontejos, al que pertenecía el teniente Castillo, partieron varias camionetas policiales. En una de ellas viajaba un grupo de guardias de Asalto junto con cuatro civiles pertenecientes a las milicias socialistas, entre los que se encontraban Luis Cuenca y Santiago Garcés, todos ellos bajo el mando del oficial de la Guardia Civil vestido de paisano Fernando Condés, recientemente readmitido en el cuerpo y ascendido a capitán tras haber sido amnistiado en febrero de la condena a cadena perpetua por haber participado en la Revolución de Octubre de 1934 (y que como del Castillo y Faraudo había entrenado a las milicias socialistas). Al parecer el grupo se dirigió en primer lugar a la casa de un militante falangista, pero la dirección que figuraba en la ficha era falsa. A continuación fueron a la residencia del líder del partido Renovación Española, Antonio Goicoechea, quien no se encontraba en su domicilio. Entonces se trasladaron a la casa del líder de la CEDA, José María Gil-Robles, quien estaba veraneando en Biarritz. Finalmente decidieron ir al domicilio de Calvo Sotelo, en el número 89 de la calle de Velázquez. Eran alrededor de las dos o las tres de la madrugada del 13 de julio.
En el portal del edificio donde se encontraba la vivienda de Calvo Sotelo había dos policías encargados de la protección del líder monárquico que franquearon el paso del grupo encabezado por Condés en cuanto este les enseñó su carnet de oficial de la Guardia Civil. Calvo Sotelo los recibió desconcertado. Según su hija Enriqueta, Calvo Sotelo dijo sorprendido: «¿Detenido? ¿Pero por qué?; ¿y mi inmunidad parlamentaria? ¿Y la inviolabilidad de domicilio? ¡Soy Diputado y me protege la Constitución!». Calvo Sotelo solo se tranquilizó cuando Condés se identificó como oficial de la Guardia Civil. Este le dijo que debía acompañarlos para asistir a una reunión de emergencia que se iba a celebrar en la Dirección General de Seguridad (DGS), lo que no era cierto. Calvo Sotelo se despidió de su familia y prometió telefonear cuando llegara a la DGS, «a no ser que estos señores se me lleven para darme cuatro tiros», dijo.
El líder monárquico se sentó en uno de los bancos de la camioneta de la Guardia de Asalto y cuando el vehículo solo había avanzado unos doscientos metros Luis Cuenca, sentado en el banco de atrás, le disparó dos tiros en la nuca falleciendo en el acto. Cuenca, miembro de la milicia socialista conocida como «La Motorizada», había actuado como guardaespaldas del socialista centrista Indalecio Prieto. Sorprendidos los ocupantes del vehículo policial por este desenlace y sin saber muy bien qué hacer se dirigieron al Cementerio del Este, y a las puertas del depósito de cadáveres arrojaron el cuerpo sin vida de Calvo Sotelo. La familia de Calvo Sotelo denunció la detención a la policía y esta inició la investigación a las siete de la mañana. El cadáver de Calvo Sotelo fue hallado a media mañana.

### Consecuencias e implicaciones
A las ocho y media de la mañana, Condés se presentó en la sede del PSOE y pidió hablar con algún dirigente del partido, pero al no encontrarse en Madrid ningún líder de relevancia se llamó al diputado Juan Simeón Vidarte. Cuando este llegó, Condés se encontraba pálido, descompuesto, «con los ojos enrojecidos». Ante la pregunta de Vidarte sobre qué pasaba, Condés le espetó: «Algo terrible. Anoche matamos a Calvo Sotelo». Condés añadió que no había sido su intención que el viaje acabase con el asesinato del líder monárquico, sino que solo pretendía secuestrarle para tenerle como rehén. Vidarte le mostró su repugnancia por el asesinato y su negativa a defenderle como abogado si se diera el caso de que fuese detenido. Ante la pregunta de Condés de si debía entregarse, le dijo que sería mejor que esperase y que buscase un lugar donde ocultarse, si disponía de él. Luis Cuenca, autor material de los disparos, habló con Julián Zugazagoitia, el editor del diario El Socialista. Zugazagoitia quedó horrorizado por lo que le contó Cuenca y declaró: «Ese atentado es la guerra». Más adelante, Condés lograría hablar con Prieto y tras contarle lo sucedido, le manifestó que estaba pensando en suicidarse, a lo que Prieto le contestó: «Suicidarse sería una estupidez. Van a sobrarle ocasiones de sacrificar heroicamente su vida en la lucha que, de modo ineludible, comenzará pronto, dentro de días o dentro de horas».
Hugh Thomas —en su edición española de 1976 de La guerra civil española— afirmó que al mediodía del 13 de julio, Cuenca, Condés y otros de los que iban en la camioneta fueron detenidos por la policía, sin ofrecer resistencia. Sin embargo, más recientemente se ha afirmado que ninguno de los autores principales fue detenido y que Condés, por ejemplo, encontró refugio en el domicilio de la diputada socialista Margarita Nelken. De hecho la policía ya sabía que Condés era el jefe del grupo que se había llevado a Calvo Sotelo porque la viuda lo reconoció en una serie de fotografías que le enseñaron. Fueron arrestados varios Guardias de Asalto pero en cuanto comenzó la guerra civil, cinco días después, fueron puestos en libertad. Cuenca y Condés, por su parte, fueron nombrados oficiales de las milicias que salieron de Madrid para combatir en la batalla de Guadarrama y allí cayeron en combate. Otros socialistas implicados en el asesinato, como Francisco Ordóñez y Santiago Garcés Arroyo, fueron también destinados a puestos relevantes de las fuerzas republicanas. Por su parte, el primer juez instructor del asesinato, que mostró un gran interés por esclarecer los hechos, fue inmediatamente apartado del caso y cuando comenzó la guerra el expediente se cerró.
El 14 de julio tuvo lugar el entierro de Calvo Sotelo. Tanto en la capilla ardiente como durante el sepelio hubo profusión de saludos fascistas realizados por los asistentes. En el cementerio, Antonio Goicoechea pronunció un sentido discurso como epitafio a su compañero de partido:

No te ofrecemos que rogaremos a Dios por ti; te pedimos que ruegues tú por nosotros. Ante esa bandera colocada como una cruz sobre tu pecho, ante Dios que nos oye y nos ve, empeñamos solemne juramento de consagrar nuestra vida a una triple labor: imitar tu ejemplo, vengar tu muerte y salvar a España, que todo es uno y lo mismo; porque salvar a España será vengar tu muerte, e imitar tu ejemplo será el camino más seguro para salvar a España.

El vicepresidente y el secretario permanente de las Cortes estuvieron presentes en el cementerio y fueron atacados o abucheados por muchos de los asistentes. Tras el entierro, algunos de los congregados trataron de marchar en manifestación hacia el centro de Madrid y, tras haber sido cacheados varias veces por guardias de Asalto, surgieron disturbios entre algunos falangistas y las fuerzas del orden, llegando a haber algunos disparos. Hubo cinco muertos y más de treinta heridos.
En general la derecha española quedó conmocionada por este crimen, mientras que los sectores más ultraconservadores quedaron particularmente horrorizados. Efectivamente, el asesinato del diputado de la oposición estando bajo custodia policial no era una situación normal. Entre muchos dirigentes centristas o conservadores se instaló la idea de que el estado no era capaz de controlar a sus fuerzas de seguridad, aun cuando quisiera hacerlo. Por su parte, muchos de los militares que andaban dubitativos sobre si participar o no en la conspiración militar organizada por el general Mola se vieron más convencidos para finalmente decantarse favorables a la sublevación militar. Un caso singular fue el del general Francisco Franco, tal y como recoge el testimonio de su primo y ayudante Francisco Franco Salgado-Araujo: «con gran indignación, mi primo afirmó que ya no se podía esperar más y que perdía por completo la esperanza de que el gobierno cambiase de conducta al realizar este crimen de Estado, asesinando alevosamente a un diputado de la nación valiéndose de la fuerza de orden público a su servicio».
Las autoridades republicanas abrieron una investigación para tratar de esclarecer los hechos. Algunos de los implicados habían sido detenidos e interrogados. Sin embargo, tras el comienzo de la guerra civil, el 25 de julio los documentos de dicha investigación, que estaban guardados en el Ministerio de la Gobernación, fueron sustraídos por un grupo de milicianos y su rastro se extravió. Además, los dos principales implicados en el asesinato de Calvo Sotelo, Fernando Condés y Luis Cuenca, murieron a los pocos días de comenzar la guerra mientras combatían en la Sierra de Guadarrama.

### Investigación de la Causa General franquista
Años después, tras el final de la Guerra civil, el recién instaurado régimen franquista llevó a cabo una Causa General (CG), que sería utilizada como instrumento para la represión y que tenía fines propagandísticos como la legitimación del Golpe de Estado contra el Gobierno de la República, en la que se trató de demostrar que el asesinato de Calvo Sotelo había sido planificado por el gobierno republicano. A partir de la Causa General y de las investigaciones policiales surgieron distintas teorías respecto al por qué del asesinato de Calvo Sotelo.
Según la declaración del policía Lorenzo Aguirre Sánchez de 11 de marzo de 1941 para la Causa General, el 29 de junio de 1936 el director general de Seguridad, José Alonso Mallol, le había llamado para pedirle que se cambiase la escolta de Calvo Sotelo, ya que los anteriores eran "demasiado afectos" a este, sustituyéndola por dos agentes que lo vigilasen. Según dichas declaraciones, Aguirre habría encomendado la tarea al agente José Garriga Pato, masón y partidario del Frente Popular, y este tendría libertad para elegir a su compañero, optando por el policía, también masón, Rodolfo Serrano de la Parte, hecho del que según Aguirre Sánchez no tendría constancia la brigada de vigilancias políticas. Según otra declaración que hizo el escolta Serrano el 2 de febrero de 1942, Aguirre habría transmitido a los nuevos escoltas, en nombre de Alonso Mallol, que en caso de atentado contra Calvo Sotelo, no debían protegerle, sino simular que lo hacían en caso de ser en un sitio céntrico, o rematarle en caso de ser en un descampado y la agresión fracasara. Según la declaración de Joaquín Bau Nolla para la Causa General, las nuevas instrucciones habrían escandalizado a Serrano de la Parte, quien el 7 de julio se entrevistaría con él, ya que era íntimo amigo de Calvo Sotelo.

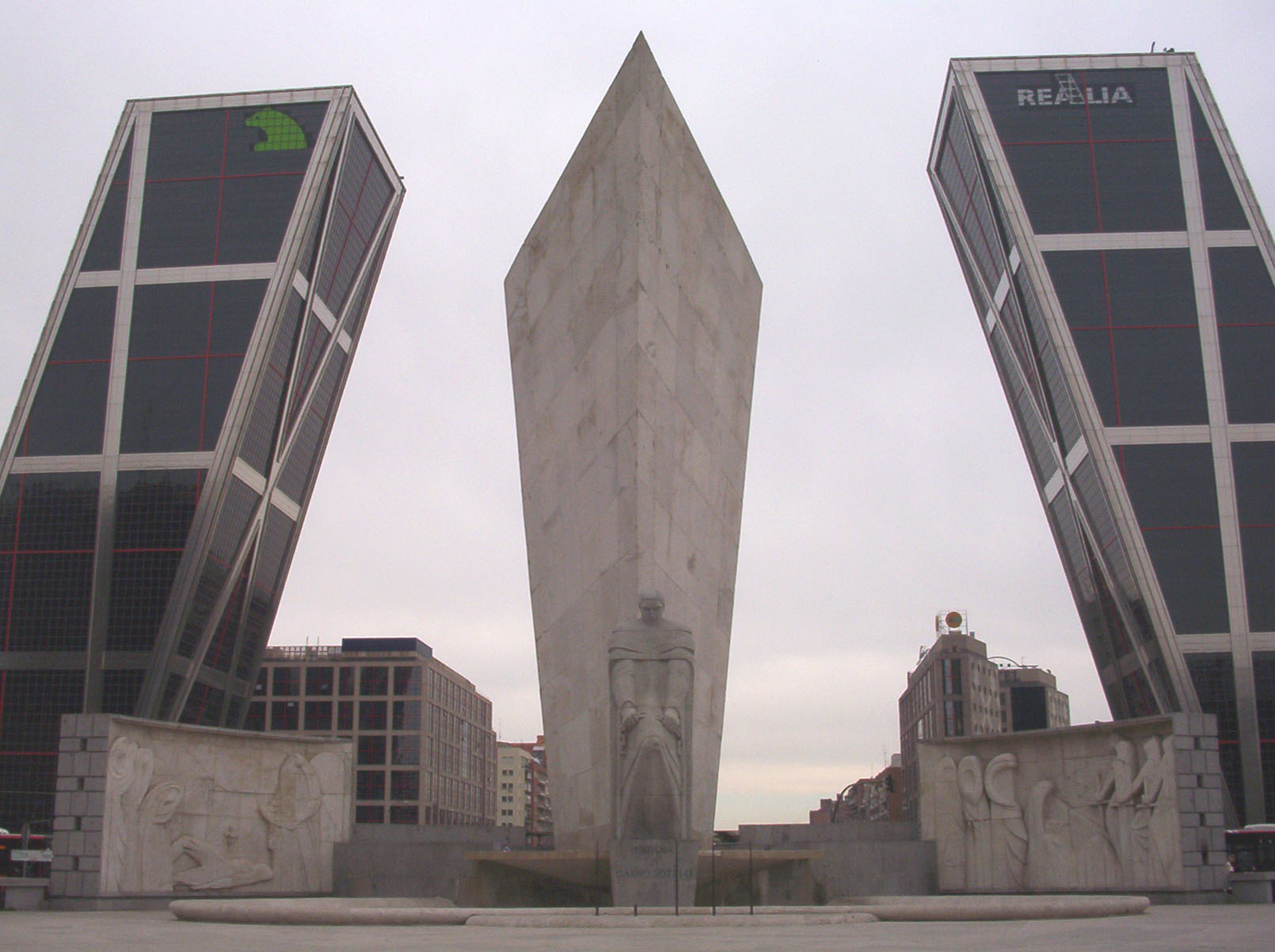
Monumento a Calvo Sotelo en la plaza de Castilla de Madrid, levantado por M. Manzano y Carlos Ferreira de la Torre (1960).

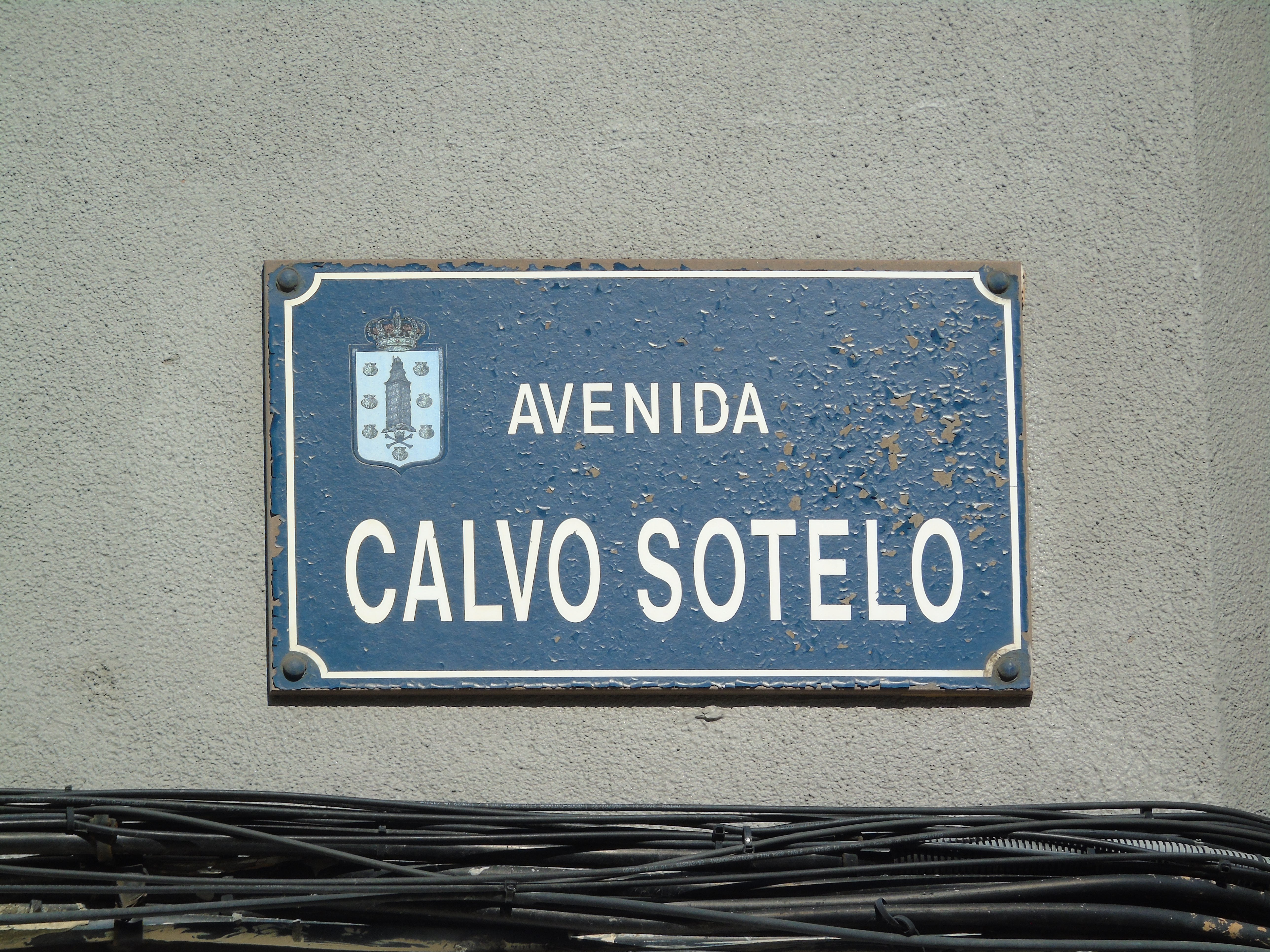
Avenida Calvo Sotelo en La Coruña.

A pesar de estas declaraciones, lo cierto es que este extremo no ha podido ser confirmado por investigaciones modernas.
En su libro de memorias, Gil-Robles afirma que Bau habría informado a Calvo Sotelo de que conspiraban para asesinarle, y este se lo habría comentado a él, quien afirma que también tenía noticias similares sobre su propia escolta. Gil-Robles le habría aconsejado cambiarse de escolta en unas declaraciones de las que presumiblemente fue testigo Ventosa y en las que se advertía que se pretendía dejar impune el asesinato. El día 8 Calvo Sotelo cambiaba de escolta, aunque al parecer no estaría está formada por agentes de su confianza.
Julián Cortés Cavanillas, exvicesecretario general de Renovación Española, declararía posteriormente que el 10 de julio había visitado a Calvo Sotelo para advertirle de un supuesto plan de asesinato que, al parecer, un agente suyo infiltrado en las filas del PSOE habría descubierto. Julián Cortés afirma en su escrito que le pidió a Calvo Sotelo que aceptase una guardia personal de jóvenes paramilitares de su partido, pero que este lo rechazaría porque creía que era inútil, ya que supuestamente veía más probable que lo asesinase el gobierno a que lo hiciese un partido de izquierdas y que los guardias personales no podrían ir armados ya que serían detenidos por los propios agentes de la Policía que le daban escolta.
Aunque la propaganda franquista presentó el asesinato como un crimen de Estado perpetrado por la Guardia de Asalto, lo cierto es que los integrantes de este cuerpo policial no fueron los únicos participantes en el hecho. Fernando Condés, que actuó como el oficial al mando de la camioneta policial, no era guardia de asalto, sino capitán de la Guardia Civil e instructor de La Motorizada; y el autor del disparo, Luis Cuenca Estevas, pertenecía también a La Motorizada, habiéndose distinguido por la protección prestada a Indalecio Prieto durante el mitin de Écija, en que fue agredido por los partidarios de Largo Caballero. Lo cierto es que el objetivo original a ser elegido no había sido Calvo Sotelo y el hecho de su detención obedeció a una decisión motivada más por las circunstancias que a una idea preconcebida. El régimen también acusó de estar implicados en el crimen a varios oficiales de la Guardia de Asalto, como era el caso del teniente coronel Sánchez Plaza o del comandante Ricardo Burillo Stholle, que era jefe de 2.º Grupo de Asalto con base en el cuartel de Pontejos. Burillo sería detenido por la policía franquista tras final de la Guerra civil bajo la acusación de haber sido responsable directo del asesinato de Calvo Sotelo, juzgado, condenado a tres penas de muerte y finalmente ejecutado en 1940. Burillo siempre negó con vehemencia estas acusaciones, y el historiador Ian Gibson consideró que esta acusación carece de base y es totalmente infundada.

### Valoraciones
El historiador estadounidense Stanley G. Payne opinó sobre este asesinato:

El último y más intenso golpe fue el asesinato de Calvo Sotelo a manos de la policía estatal izquierdista e insubordinada, y de activistas socialistas. Este asesinato fue el equivalente funcional en España al asunto Matteotti en Italia en 1924, que dio como resultado una crisis que precipitó la instauración de la plena dictadura, mientras que aquél precipitó en último término la guerra civil. El que Matteotti fuera asesinado por los fascistas y Calvo Sotelo lo fuera por un socialista refleja las diferencias existentes entre los dos sistemas en cuanto a la fuente esencial de la violencia. Sin embargo, existieron otras diferencias igualmente importantes entre las situaciones italiana y española. En la primera, el gobierno fascista había alentado la violencia contra la oposición izquierdista, aunque es probable que no ordenase el asesinato de Matteotti, y sus propios seguidores le forzaron al final a asumir la responsabilidad del delito. En España, el Gobierno republicano de izquierda nunca alentó la violencia de forma directa, pero se negó a adoptar una postura efectiva contra ella, demostrando no estar dispuesto a arrestar y procesar a los responsables.

Ricardo de la Cierva y Hoces aportó la siguiente información:

El 10 de julio se recibía en Pamplona, por medio de Raimundo García, la adhesión de Calvo Sotelo y de su partido, Renovación Española, a los planes conspiratorios de Mola. A los tres días, en la misma fecha en que la opinión pública se conmovía por el asesinato de Calvo Sotelo, el coronel García Escámez era separado de su cargo por el Gobierno, muy probablemente a consecuencia de una denuncia de Rodríguez Medel a quien Escámez —a pesar de las resistencias de Mola— había intentado hacer cambiar de actitud. Es indudable que esta destitución y la evidencia de que sus pasos eran seguidos con toda atención por el Gobierno debieron de intranquilizar extraordinariamente a Mola.

## Escritor
José Calvo Sotelo escribió diversas obras como Estudio económico de la Hacienda Española (1929), En defensa propia (1932), Mis servicios al Estado. Seis años de gestión (1931), La voz de un perseguido (1933) y El capitalismo contemporáneo y su evolución.